# سحقان (النادرة)

تعديل مصدري - تعديل

سحقان هي إحدى قرى عزلة شريح بمديرية النادرة التابعة لمحافظة إب، بلغ تعداد سكانها 670 نسمة حسب تعداد اليمن لعام 2004.